# کورتونکان
شهر کورتونکان (به فرانسوی: Kortenaken) در ناحیه اداری لوان  در استان فلومیش بربان  در منطقه فلاندری در کشور بلژیک واقع شده‌است.